# Konkurs Prac Młodych Naukowców Unii Europejskiej
Konkurs Prac Młodych Naukowców Unii Europejskiej (ang. European Union Contest for Young Scientists, w skrócie EUCYS) jest organizowany przez Komisję Europejską od 1989 roku. Obecnie jest częścią Programu Doskonalenia Badawczego Potencjału Ludzkiego (IHP) w ramach VI Programu Ramowego. Ocenia się, że w Konkursie uczestniczy co roku ponad 30 tysięcy młodych naukowców.

## Profil i warunki uczestnictwa w Konkursie
Konkurs obejmuje nauki ścisłe, przyrodnicze, technikę oraz (od 2004 roku) także nauki społeczne i ekonomiczne. Wymagane jest przedstawienie wyników własnej pracy badawczej czy technicznej. W pracach doświadczalnych nie mogą być stosowane inwazyjne eksperymenty na zwierzętach. Każdy kraj może zgłosić najwyżej trzy prace. Nie mogą one mieć więcej niż trzech autorów. Wszyscy autorzy muszą być w wieku 14-21 lat w czasie finałów europejskich, które odbywają się każdego roku we wrześniu. W konkursie w 2012 roku uczestniczyć mogą uczniowie i studenci (co najwyżej po I roku studiów) urodzeni pomiędzy 30 września 1991 a 1 września 1998. Prace powinny powstać przed podjęciem studiów.
Konkurs składa się z dwóch podstawowych etapów:
- narodowych eliminacji - w Polsce ich organizatorem jest Krajowy Fundusz na rzecz Dzieci
- corocznych europejskich finałów, w których uczestniczą reprezentanci krajów Unii Europejskiej, krajów stowarzyszonych (np. Turcja, Gruzja czy Rosja), reprezentanci Europejskiej Szkoły oraz gościnnie (ich reprezentanci nie walczą o laury) Chiny, Korea Płd., Japonia oraz USA[1]:

## Polskie eliminacje
Etap narodowy Konkursu w Polsce organizowany jest przez Krajowy Fundusz na rzecz Dzieci. Nad Eliminacjami czuwa Polski Komitet Konkursu powołany przez Ministra Edukacji Narodowej w porozumieniu z Przewodniczącym Komitetu Badań Naukowych.
W skład Polskiego Komitetu Konkursu, pod kierownictwem prof. Henryka Szymczaka, przewodniczącego III Wydziału PAN, wchodzą profesorowie wyższych uczelni i instytutów badawczych (np. Polska Akademia Nauk), spośród których powołano 8-osobowe Jury, któremu od 1998 roku przewodniczy prof. Jan Madey z Instytutu Informatyki Uniwersytetu Warszawskiego.

## Finały Europejskie
| Lp. | Rok  | Miejsce Konkursu           | I nagroda | Polscy uczestnicy | Uwagi                               |
| --- | ---- | -------------------------- | --- | --- | ----------------------------------- |
| 1   | 1989 | Bruksela, Belgia           | (6) Mogens Markussen Dania, Stephan Schlitter Niemcy, Grace O'Connor/Sinead Finn Irlandia, Lina Tomasella Włochy, Nicola Kirk Wielka Brytania, Jean-Pierre Wyss/Matthias Zimmermann/Elmar Artho Szwajcaria                                         | Polacy nie uczestniczyli |                                     |
| 2   | 1990 | Kopenhaga, Dania           | (6) Paul Vauterin/Bruno Callens Belgia, Waltraud Schulze Niemcy, Annagh Minchin Irlandia, Donatella Manganelli Włochy, Brian Dolan/Lee Kiera/Ann Marie Malon Wielka Brytania, Marco Ziegler Szwajcaria                                             | Polacy nie uczestniczyli |                                     |
| 3   | 1991 | Zurych, Szwajcaria         | (7) Robert Nitzschmann Niemcy, Barry O'Doherty/Daniel Dundas Irlandia, Paul Hoffmann Luksemburg, Angus Filshie Wielka Brytania, Christian Tost/Sabine Zang Austria, Torkild Jensen Norwegia, Hans Jacob Feder Norwegia                             | Polacy nie uczestniczyli |                                     |
| 4   | 1992 | Sewilla, Hiszpania         | (6) Hendrik Küpper/Frithjof Küpper/Martin Spiller Niemcy, Oliver Trapp Niemcy, Anders T. Skov Dania, Martin Hesselsoe Dania, Jean Byrne/Elizabeth Dowling Irlandia, Dominik Zeiter/Ewald Amherd/Reinhard Fubber Szwajcaria                         | Polacy nie uczestniczyli |                                     |
| 5   | 1993 | Berlin, Niemcy             | (6) Heinrik Mouritsen Dania, Lars Knudsen/Peter Andersen Dania, Albert Barmettler/Guenther Ederer Austria, Jan Haugland Norwegia, Rodger Toner/Donal Keane Irlandia, Maria Salvany Gonzalez/Antoni Camprubi I Cano/Fidel Costa Rodriguez Hiszpania | Polacy nie uczestniczyli |                                     |
| 6   | 1994 | Luksemburg, Luksemburg     | (6) Oliver Krüger Niemcy, Eike Lau Niemcy, Jane Feehan Irlandia, Christian Krause Dania, Henrik Strøm Norwegia, Samuel Schaer Szwajcaria | Polacy nie uczestniczyli |                                     |
| 7   | 1995 | Newcastle, Wielka Brytania | (3) Sven Siegle Niemcy, Brian Fitzpatrick/Shane Markey Irlandia, Christopher Mead/Matthew Taylor Wielka Brytania | Marcin Kowalczyk/Marcin Sawicki (III nagroda) Krzysztof Gończowski Michał Rewieński                                               | pierwszy udział Polaków w Konkursie |
| 8   | 1996 | Helsinki, Finlandia        | (3) Tobias Kippenberg Niemcy, Yann Ollivier Francja, Wouter Couzijn Holandia | Maciej Kurowski/Tomasz Osman (II nagroda) Radosław Skibiński (III nagroda)                                                        |                                     |
| 9   | 1997 | Mediolan, Włochy           | (3) Eike Hübner Niemcy, Fiona Fraser/Ciara McGoldrick/Emma McQuillan Irlandia, Christoph Lippuner/Antoine Wüthrich Szwajcaria | Piotr Malanowski Kamil Trojan Donald Włodkowic                                                                                    |                                     |
| 10  | 1998 | Porto, Portugalia          | (3) Gabor Bernath Węgry, Paul Pak/Peter Weilenmann Austria, Robert Carney/Matthew Tomas Wielka Brytania | Grzegorz Kapustka/Michał Kapustka (III nagroda) Agnieszka Kozubek                                                                 |                                     |
| 11  | 1999 | Saloniki, Grecja           | (3) Sarah Flannery Irlandia, Sverrir Gudmumdsson/Pall Melsted/Tryggvi Thorgeirsson Islandia, Michał Książkiewicz Polska | Michał Książkiewicz (I nagroda, nagroda specjalna) Maciej Walczak (III nagroda) Przemysław Boratyński                             |                                     |
| 12  | 2000 | Amsterdam, Holandia        | (3) Grzegorz Niedźwiedzki Polska, ?? | Rafał Klajn Grzegorz Niedźwiedzki (I nagroda) Jakub Onufry Wojtaszczyk (nagroda specjalna)                                        |                                     |
| 13  | 2001 | Bergen, Norwegia           | (3) Thomas Aumeyr/Thomas Morocutti Austria, Sebastian Abel Niemcy, James Lee Mitchell Wielka Brytania | Zbigniew Pianowski (II nagroda, nagroda specjalna) Marcin Wojnarski (II nagroda) Katarzyna Zaremba (nagroda specjalna)            | www                                 |
| 14  | 2002 | Wiedeń, Austria            | (3) Pawel Piotrowski Niemcy, Martin Etzrodt/Martin von der Helm Niemcy, Lauri Kauppila Finlandia | Piotr Garbacz (III nagroda) Marta Świerczyńska (nagroda specjalna) Adam Zadrożny                                                  | www                                 |
| 15  | 2003 | Budapeszt, Węgry           | (3) Jana Ivanidze Niemcy, Uwe Treske Niemcy, Gábor Németh Węgry | Łukasz Jaremko/Mariusz Jaremko (II nagroda) Radosław Poleski                                                                      | www                                 |
| 16  | 2004 | Dublin, Irlandia           | (3) Gerhard Schoeny/Martin Knoebel/Floreian Groessbacher Austria, Charlotte Strandkvist Dania, Mario Chemnitz Niemcy | Marek Cieślar/Jacek Czyżewski/Jakub Pietrzak Marcel Kołodziejczyk (II nagroda, nagroda specjalna) Artur Lewandowski (III nagroda) | www                                 |
| 17  | 2005 | Moskwa, Rosja              | (3) Igor Gotlibovitch/Renate Landig Niemcy, Javier Lopez Martinez-Fortun/Eliecer Perez Robaina Hiszpania, Silvana Konermann Szwajcaria | Kaja Giżewska Agata Karska (nagroda specjalna) Kamila Zapałowicz                                                                  | www                                 |
| 18  | 2006 | Sztokholm, Szwecja         | (3) Michael Kaiser/Johannes KIENL Austria, Alexander Joos/Johannes Burkart Niemcy, Tomasz Wdowik Polska | Michał Marcinkowski (II nagroda, nagroda honorowa) Maciej Partycki Tomasz Wdowik (I nagroda, nagroda honorowa)                    | www                                 |
| 19  | 2007 | Walencja, Hiszpania        | (3) Florian Ostermaier/Henrike Wilms Niemcy, Márton Spohn Węgry, Abdusalam Abubakar Irlandia | Radosław Chrapkiewicz Dominik Cysewski/Paweł Gniewek (nagroda specjalna) Grzegorz Mazur                                           | www                                 |
| 20  | 2008 | Kopenhaga, Dania           | (3) Magdalena Bojarska Polska, Martin Tkáč Słowacja, Elisabeth Muller Wielka Brytania | Magdalena Bojarska (I nagroda) Aleksandra Fulara/Sławomir Wójcik Paweł Maryniak (nagroda specjalna)                               | www                                 |
| 21  | 2009 | Paryż, Francja             | (3) Aleksander Kubica/Wiktor Pilewski Polska, Fabian Gafner Szwajcaria, Liam Mc Carthy/John D. O'Callaghan Irlandia | Aleksander Kubica/Wiktor Pilewski (I nagroda, nagroda honorowa) Monika Turska/Michał Turski Anna Kornakiewicz                     | www                                 |
| 22  | 2010 | Lizbona, Portugalia        | (3) Miroslav Rapcak/David Pegrimek Czechy, Łukasz Sokołowski Polska, Dávid Horváth/Márton Balass Węgry | Łukasz Sokołowski (I nagroda, nagroda honorowa) Justyna Słowiak (II nagroda) Martha Ubik                                          | www                                 |